# Verband deutscher Lehreremigranten
Im Verband deutscher Lehreremigranten, auch bekannt unter dem Namen Union des instituteurs allemands émigrés (kurz: Union), organisierten sich zwischen 1933 und 1939 aus Nazi-Deutschland geflohene Lehrer. Der Verband repräsentierte nach eigener Einschätzung die „bestorganisierte Berufsgruppe der Emigration“ und zählte zu seinen Mitgliedern viele Lehrkräfte, die Schulen im Exil mit aufgebaut oder dort unterrichtet hatten. Die Erforschung des Verbands wie auch der Schulen im Exil ist im Wesentlichen das Verdienst von Hildegard Feidel-Mertz.

## Gründung derUnionim Jahre 1933
Mit 125 bis 150 Mitgliedern, wie Heinrich Rodenstein schätzte, war die Union nicht gerade ein mitgliederstarker Verband und organisierte vorwiegend jene Angehörige pädagogischer Berufe, die sich schon vor der Machtergreifung durch eine Verbindung von politischem und pädagogischem Engagement ausgezeichnet hatte und deshalb „im ‘Dritten Reich’ aus dem staatlichen Schuldienst entfernt und nach zum Teil vorübergehender Tätigkeit in Landerziehungsheimen und sonstigen Privatschulen, in der Sozialarbeit oder Erwachsenenbildung in die Emigration“ gedrängt wurde. Wer nicht freiwillig ging, wurde spätestens mit der Verabschiedung des Gesetzes zur Wiederherstellung des Berufsbeamtentums daran erinnert, dass es für ihn in Deutschland keine berufliche Zukunft mehr gab.

Über das Internationale Berufssekretariat der Lehrer (IBSL), dem bis zu seiner Selbstauflösung im Jahre 1933 von deutscher Seite aus die Allgemeine Freie Lehrergewerkschaft Deutschlands (AFLD) angehörte, wurden von Straßburg aus erste Hilfsmaßnahmen für die bedrohten deutschen Kollegen organisiert. In Absprache mit dem IBSL erfolgte Ende 1933 die Gründung der Union des instituteurs allemands émigrés, die dann 1934 als deutsche Sektion in das IBSL aufgenommen wurde. Über die Vorgeschichte dieser Verbandsgründung berichten Feidel-Mertz und Schnorbach:

„In den ersten Monaten nach der nationalsozialistischen Machtergreifung behandelte L.C. Klein, der Vorsitzende des IBSL in Strasbourg, die die deutschen Lehreremigranten betreffenden Angelegenheiten. Im September 1933 gelangte Ernst Riggert, ehemals Vorstandsmitglied der AFLD und bis zuletzt Schriftleiter des "Volkslehrers", ins Saarland und nahm Verbindung mit dem ihm aus jahrelanger Arbeit bekannten Klein in Strasbourg auf. Ernst Riggerts Positionen in der AFLD und seine Kenntnisse über die Arbeit der deutschen wie internationalen Lehrergewerkschaften, seine ausgewiesene NS-Gegnerschaft, seine publizistischen Fähigkeiten und seine zahlreichen Kontakte machten ihn zur geeigneten Person, die Belange der deutschen Lehreremigranten im Sinne des IBSL zu vertreten und die Aufgaben, die sich stellten, auszuführen. Mit Hilfe von Klein erhielt er eine ‘Récépíssé’, eine provisorische Aufenthaltsgenehmigung für Frankreich, und ein Ein- und Ausreisevisum, das ihm u.a. gestattete, Reisen zu unternehmen, die der Vorbereitung der organisatorischen Festigung der deutschen Lehreremigranten dienten […]. In Absprache mit dem Vorstand des IBSL erfolgte dann Ende 1933 die Gründung der ‘Union des instituteurs allemands êmigrês – Verband deutscher Lehreremigranten’. Damit hatte sich die Wichtigkeit internationaler Organisationen für den Aufbau funktionsfähiger Emigrantenorganisationen bestätigt.“

Die Union hatte ab 1935 „ihren Sitz in Paris, verfügte aber auch in der Tschechoslowakei über stärkere Mitgliederkontingente, ebenso in Südamerika und Schweden. Diese Niederlassung geschah nicht zufällíg; denn bis Ausbruch des Krieges bot Frankreich und insbesondere Paris die günstigsten Aufenthalts- und Arbeitsbedingungen für deutsche Emigranten. Daß selbst politische Aktivitäten kaum eingeschränkt wurden, ja vielfach solidarische Unterstützung fanden, führte zu einer Konzentration vielfältiger Initiativen und organisatorischer Ansätze an diesem Ort.“
Der Gründungsaufruf der Union erschien in verschiedenen pädagogischen und gewerkschaftlichen Publikationen und deutschen Exilzeitschriften und „richtete an alle emigrierten antifaschistischen deutschen Lehrer den Appell, sich an der Arbeit der Union zu beteiligen. Speziell stellte sich die Union die Aufgabe, Vorarbeit für die Schule des 'vierten' Reiches und Ausarbeitung sozialistischer Erziehungsgrundsätze, Informationen, Stellenvermittlung, Hilfe und Repräsentation ihrer Mitglieder und Beobachtung des faschistischen Schulwesens zu leisten.“

## Aktivitäten derUnionin den Folgejahren
Die Union stand politisch links der SPD und engagierte sich stets für ein sozialistisches Schul- und Erziehungsprogramm in einem Deutschland nach dem Ende der Nazi-Ära. Die Zusammenarbeit mit dem IBSL ermöglichte es, auf dessen Strukturen zurückzugreifen, und in Frankreich gab es eine enge Kooperation mit der französischen Volksschullehrergewerkschaft, dem Sydicat National des Instituteurs (SNI).

„Über die Geschäftsstelle des SNI (Paris, 9. rue de Université) forderten wir von den bekanntesten deutschen Schulbuchverlagen Exemplare der neuen Schulbücher, hauptsächlich Lese- und Geschichts-, Biologie- und Liederbücher an und untersuchten sie auf ihren chauvinistischen, militaristischen, rassistischen und totalitären Geist. Das Ergebnis war unsere Broschüre ‘L'Allemagne Nouvelle dans son Mannel Scolaire’. Ich habe die Schlussfassung in französischer Sprache geschrieben. Gaby, eine zweisprachige Schweizerin aus ISK-Kreisen, hat mein Französisch korrigiert. Der Umschlag zeigt das Bild eines biederen deutschen Schulgebäudes, auf dessen Dach ein schweres Hakenkreuz lastet. Durch mehrfache Hinweise in der ‘Ecole Libératrice’, dem Zentralorgan der französischen Lehrergewerkschaft (SNI), wurde die Broschüre der Lehrerschaft in Frankreich angeboten. Die Auflage betrug 2.000 Stück. Verkauft wurden etwa 1.800. Die restlichen 200 Exemplare wurden bei Kriegsausbruch in der Rue de l'Université auf meine dringende Bitte vernichtet.“

1935 übernahm Rodenstein von Heinrich Grönewald, der an die Pestalozzi-Schule Buenos Aires wechselte und dort auch zum Motor einer argentinischen Union-Gruppe wurde, die Leitung der Pariser Sektion. Zugleich wurde das bislang noch in Straßburg residierende Sekretariat der Union auf Beschluss des IBSL nach Paris verlegt. „Mit dieser ‘Reorganisation’ […] des Verbandes seit Oktober 1935 fand eine systematische Mitgliederwerbung statt, die Arbeit wurde intensiviert und die Herausgabe eines Informationsdienstes vorbereitet. Seit Januar 1936 erschienen die ‘Informationsblätter der UNION’ (bis Nr. 9 unter dem Titel ‘Informationen der Union’) mit durchschnittlich 3 Seiten, mitunter auch bis zu 7 Seiten Umfang mehr oder weniger regelmäßig monatlich als Mitgliederzeitschrift. Die letzte uns bekannte Ausgabe, die Nr. 29, datiert vom 10. April 1939.“ Heinrich Rodenstein, der als Redakteur des Informationsdienstes fungierte, spricht von „fast 30 Rundschreiben“, die er herausgegeben habe.
Im Juli 1935 beteiligte sich die Union in Paris am Aufbau einer deutschen Volksfront. Mehrere Verbände, darunter der Schutzverband deutscher Schriftsteller und die „Notgemeinschaft der deutschen Wissenschaft, Kunst und Literatur im Ausland“, bildeten dazu den Aktionsausschuß für Freiheit in Deutschland, dem auch Heinrich Mann angehörte, sowie der Historiker Helmut Hirsch, der Schriftsteller Rudolf Leonhard und der Journalist Maximilian Scheer.

Die Pariser Gruppe der Union war die mitgliederstärkste und auch hauptsächlich Trägerin der programmatischen Arbeit, aus der der 1937 entstandene Entwurf für ein „Sozialistisches Schul- und Erziehungsprogramm“ hervorging. Für Feidel-Mertz und Schnorbach ist es 

„– leider – ein noch immer interessantes und diskutables Programm, d. h. praktisch folgenlos geblieben. In seiner Reichweite und radikalen Konsequenz steht es exemplarisch für die progressive Substanz, um die seinerzeit die deutsche Pädagogik gebracht worden ist. Sie hat sich von diesem Substanzverlust im Grunde bis heute nicht erholt. Die Hoffnung der emigrierten Pädagogen, ihre Erfahrungen, alternativen Vorstellungen und Planungen in die Nachkriegsentwicklung in Deutschland einbringen zu können, wurde nur vereinzelt durch
die Rückkehr einiger namhafter Persönlichkeiten in die westlichen Besatzungszonen und lediglich in der damaligen Sowjetischen Besatzungszone in nennenswerter Breite und mit größerer Allgemeinverbindlichkeit eingelöst.“

Anfang 1937 schloss sich die in der Tschechoslowakei existierende Fachgruppe ehemaliger reichsdeutscher Pädagogen mit 25 Mitgliedern der Union an. Nach dem Münchner Abkommen vom September 1938 organisierte die Union zusammen mit dem IBSL eine Hilfsaktion zur Rettung der bedrohten deutschen Kollegen in der Tschechoslowakei. Zwei Flugzeuge sollten die Mitglieder nach Paris ausfliegen, doch eines davon stürzte am 7. Januar 1939 beim Landeanflug in Paris ab, wobei ein Mitglied, Lotte Smigula-Kamp, den Tod fand und drei weitere verletzt wurden.
Nach Ansicht von Feidel-Mertz und Schnorbach war die Union kein reiner Selbsthilfeverein, sondern reihte „sich bewußt in die antifaschistische Front der internationalen Solidarität für die Opfer des Faschismus“ ein. Sie leistete juristische Hilfe für Kollegen, die in Konflikt mit den Ausländergesetzen geraten waren, beteiligte sich an Hilfsaktionen für spanische Bürgerkriegsopfer, besonders Kinder, und beteiligte sich Ende 1936 am Überparteilichen Deutschen Hilfsausschuß, in dem linke Hilfsorganisationen ihre Arbeit koordinierten.

## Das Ende derUnion
Im April 1939 wurde durch ein Dekret der französischen Regierung die Arbeit ausländischer Vereinigungen in Frankreich stark reglementiert und eingeschränkt. Die Union erwog darauf noch die Umwandlung in eine Wohlfahrtsorganisation und eine Anpassung an die französischen Gesetze, wozu es aber nicht mehr gekommen ist. Der Zweite Weltkrieg brach aus, und in weiser Voraussicht beseitigte Heinrich Rodenstein alle Spuren, die auf die Union hätten hinweisen können.

„Leider (vom Gesichtspunkt heutigen Forschungsinteresses aus) bzw. klugerweise (aus damaliger betroffener Sicht) hat Heinrich Rodenstein alle Unterlagen in seinem Besitz, wie Jahres- und Länderberichte, die einzige Mitgliederliste, die gesamte Korrespondenz mit den Landesgruppen, die Kassenabrechnungen, den Stempel, die restlichen ‘Informationsblätter der Union’ samt den ‘Vorstandsmitteilungen’ unmittelbar nach Kriegsausbruch im September 1939 vernichtet. Sogar im Büro des SNI vergewîsserte er sich, ob alle Spuren der ‘Union’ beseitigt waren.“

Wie notwendig diese Vorsichtsmaßnahmen waren, zeigte sich wenige Monate später. Nach der Besetzung von Paris durch die deutsche Wehrmacht drangen Gestapo-Leute in Rodensteins ehemalige Wohnung ein und nahmen eine – zum Glück erfolglose – Hausdurchsuchung vor.
Mit der Besetzung Frankreichs fand die Arbeit des Verbands deutscher Lehreremigranten ihr Ende. Einige seiner Mitglieder wurden interniert, andere konnten nach England oder in die USA flüchten. Diejenigen, die es nach England schafften, konnten sich in der Landesgruppe deutscher Gewerkschafter in Großbritannien oder innerhalb der International Group of Teachers Trade Unionists weiterhin politisch betätigen. „Die ‘International Group of Teachers Trade Unionists’ war sowohl Fortsetzung wie auch Neubeginn des 1940 untergegangenen Internationalen Berufssekretariats der Lehrer“ und fungierte als Kommission im Rahmen der Arbeit des Internationalen Gewerkschaftsbunds.

## Bekannte Mitglieder
Mitglied in der Union konnte man nur aufgrund einer persönlichen Bekanntschaft oder einer vertrauenswürdigen Empfehlung werden, und man hatte zudem
„- Lehrer zu sein ‚im weitesten Sinne, Kindergärtnerinnen, Jugendfürsorger, Berufs- und höheres Schulwesen eingeschlossen‘; außerdem ist die Mitgliedschaft von Kinderãrzten nachgewiesen;

- Emigrant zu sein;

- persönlich zuverlässig zu sein;

- die freigewerkschaftlichen Grundsätze im Rahmen des IBSL anzuerkennen.“
Das Mitgliederverzeichnis wurde verschlüsselt geführt, und „die einzige Liste, die dieses System entschlüsselte, hat Heinrich Rodenstein bei Kriegsbeginn vernichtet, so daB eine vollständige Rekonstruktion des Mitgliederbestandes der ‘Union’ sich heute als unmöglich erweist“. Feidel-Mertz und Schnorbach skizzieren in ihrem Buch 68 Personen in Kurzbiografien. Die bekanntesten Personen darunter sind:
- Arthur Arzt
- Ernst Behm und Agnes Behm-Barow
- Erna Blencke
- Helmut von Bracken
- Artur Egon Bratu
- Günter und Johanna Dallmann
- Alfred Dang
- Herman und Grete Ebeling
- Minna Flake
- Walter Friedländer
- Heinrich Grönewald
- Nora Hackel (geboren 1901 oder 1902 in Russland)[19] und Marianne Welter (* 1907 in Hattingen – † 2004)[20] gehörten zu den Mitarbeiterinnen von Walter Friedländer in dem von diesem geleiteten Jugendamt in Berlin-Prenzlauer Berg, wo sie sich um 1930 auch kennengelernt hatten. Hackel und Welter verband über die berufliche Zusammenarbeit hinaus eine enge persönliche Partnerschaft, die sie später auch in der Emigration aufrechterhielten. Feidel-Mertz wertet als „Überlebensstrategie im Exil“, „die vor allem Frauen aus pädagogischen und sozialen Berufen im Exil häufiger entwickelt zu haben scheinen“.[21]
 Wegen ihrer Gewerkschafts- und SPD-Zugehörigkeit verloren Hackel und Welter 1933 ihre Anstellung und flohen gemeinsam nach Frankreich. Zusammen mit anderen Emigrantinnen bauten sie in Plessis Robinson bei Paris ein Heim für Flüchtlingskinder auf, das – als Kooperative geführt – bis 1939 existierte. Nach dem Ausbruch des Zweiten Weltkriegs wurden die beiden Frauen zusammen mit Hackels inzwischen auch aus Deutschland geflohener Mutter und Hackels um 1938 geborener Tochter im Camp de Gurs interniert. Gemeinsam gelang ihnen 1941 die Flucht in die USA.
Nach einigen Anlaufschwierigkeiten und dem Leben in einem Flüchtlingswohnheim nahm Welter ein Studium an der Universität von Chicago auf. Von da an trennten sich die beruflichen Wege von Hackel und Welter. Über den von Hackel gibt es keine weiteren Informationen, während Welter einen akademischen Abschluss erreichte und sich praktisch und theoretisch mit der Sozialarbeit beschäftigte. Ende der 1940er Jahre kehrte sie immer wieder nach Deutschland zurück und beteiligte sich an der Weiterbildung von Sozialarbeiterinnen. Ihr Lebensmittelpunkt aber blieben die USA, wo sie dann auch als Hochschullehrerin wirkte.→ Hauptartikel: Marianne Welter
- Anna-Luise Haaris (* 16. Juni 1900 in Wolfenbüttel – † 1978) und Otto Meyer (* 1908 – † 1943) hatten sich 1929 an der TH Braunschweig kennen und lieben gelernt, wo sie auch Mitglieder der Sozialistischen Studentengruppe Braunschweig waren. Nach 1933 waren beide im Widerstand gegen die Nazis aktiv, mussten aus Deutschland fliehen und wurden später inhaftiert und in Konzentrationslager eingeliefert. Otto Meyer hat dies nicht überlebt.[22]
- Henry Jacoby
- Fritz Karsen
- Leo Kestenberg
- Willy Korbmacher (* 23. November 1897 in Krefeld – † 28. April 1977 in Tanger)[23] Der Arbeiter Willy Korbmacher war von 1922 bis 1929 Zentralsekretär der Roten Hilfe und anschließend Fürsorger in Berlin. Von 1929 bis 1931 besuchte er die Deutsche Hochschule für Politik in Berlin. Er gehörte der SPD, USPD und KPD an, aus der er 1928 ausgeschlossen wurde, weil er zu den sogenannten Rechten in der Rote-Hilfe-Führung und in der KPD zählte, dem Brandner-Flügel.[23]
Nach seinem Ausschluss aus der KPD wurde  Korbmacher Mitglied der KPD-O und 1931 Mitglied der SAP.[24] Er emigrierte im Januar 1935 als politisch Verfolgter in die CSR, nachdem er vorher illegal für die SAP gearbeitet hatte. Vermutlich in der CSR wurde er auch Mitglied im Verband deutscher Lehreremigranten.[25]
Im Mai 1938 konnte Korbmacher nach Schweden emigrieren. Er arbeitete als Textilarbeiter und in einem Archiv und gehörte auch hier der SAP und der Gewerkschafts an.[24] Am 10. November 1939 stand Korbmachers Name auf der Ausbürgerungsliste 131.[25] Nach Kriegsende wollte Korbmacher der wieder als Fürsorger arbeiten konnte, nicht nach Deutschland zurückkehren. Er lebte in Göteborg „und wurde Mitglied der Sozialdemokratischen Arbeiterpartei Schwedens. Willy Korbmacher starb am 28. April 1977 auf einer Urlaubsreise in der marokkanischen Hafenstadt Tanger.“[23]
- Eva Landé (* 23. September 1901 in Elberfeld; † 18. Januar 1975 in Tucson) und Erich Stedeli (* 16. Juli 1894 in Bielefeld; † 21. Mai 1940 im Camp du Ruchard)[26] waren Pädagogen und Sozialisten, deren gemeinsamer Lebensweg 1940 in Frankreich auseinandergerissen wurde.
Über das Leben von Erich Stedeli gibt es nur sehr wenige Hinweise. Seine 1933 geborene Tochter, die sich auf die mündlichen Überlieferungen ihrer Mutter stützen konnte, trägt nur wenig zu dem Lebensweg ihres Vaters bei.[27] Demnach war er Mitte der 1920er Jahre als Lehrer in Chemnitz tätig, wo er auch Eva Landé kennenlernte. Das Paar heiratete am 5. Juni 1926 in Chemnitz; am 21. März 1933 kam hier auch Tochter Katharina zur Welt. Veranstaltungshinweise in der Sozialistischen Arbeiter Zeitung vom Januar 1932 belegen, dass er Mitglied der SAPD war und politische Referate („Die faschistische Gefahr“) sowohl vor der SAPD in Ratingen als auch vor dem Deutschen Freidenker-Verband in Wuppertal-Barmen gehalten hat („Die Kirche als Bollwerk der Reaktion“). In beiden Fällen wurde er als Genosse Stedeli aus Chemnitz angekündigt.[28] Er sei außerdem Mitglied im Sächsischen Lehrerverein gewesen.[29]
Kurz nach der Geburt seiner Tochter wurde Erich Stedeli an Ostern 1933 verhaftet und konnte dabei aber aus dem Polizeigefängnis entkommen und in die Tschechoslowakei emigrieren, von da dann später nach Frankreich.[29] Ob Stedeli noch in der Tschechoslowakei oder erst in Frankreich Mitglied im Verband deutscher Lehreremigranten wurde, ist ungeklärt.
Besser dokumentiert als das Leben von Erich Stedeli ist das von Eva Landé. Sie stammt aus einer renommierten Elberfelder Familie und ist das jüngste der vier Kinder des Ehepaares Hugo Landé und Thekla Landé. Ihrer Tochter zur Folge sei sie Mitglied im Wandervogel gewesen, und sie besuchte die Odenwaldschule. Ihr Abitur musste sie 1921 allerdings als Externe an einer Darmstädter Schule ablegen. Sie wurde zur Lehrerin ausgebildet und erhielt ihre erste Stelle ab Ostern 1923 an der von A. S. Neill mitgegründeten und inzwischen von Hermann Harless, einem ehemaligen Lehrer der Odenwaldschule, geleiteten und reformpädagogisch orientierten Neuen Schule Hellerau in Dresden-Hellerau.[30] Vermutlich aufgrund der Schließung der Neuen Schule Hellerau im Jahre 1925[31] wurde sie dann Lehrerin in Chemnitz und lernte dort Ernst Stedeli kennen. Ihre Tochter schreibt, sie habe sich hier in der SPD engagiert[27], ob auch in der SAPD wie Stedeli, ist nicht bekannt.
Die Umstände der Flucht und der Fluchtweg von Eva Landé nach der Verhaftung ihres Mannes sind nicht eindeutig geklärt. Jedenfalls fand die Familie Mitte der 1930er Jahre wieder in Frankreich zusammen, wo Eva Landé in Le Plessis-Robinson ein kleines Kinderheim eröffnete[32], nach der Beschreibung ihrer Tochter eher eine Tagesmutter-Einrichtung.[27] Wie ihr Mann war auch sie Mitglied im Verband deutscher Lehreremigranten.[29]
Beim Ausbruch des Zweiten Weltkriegs wurde Erich Stedeli interniert, und da auch Eva Landé mit Repressalien rechnete, schickte sie ihre Tochter Ende November 1939 in das von der Organisation Œuvre de secours aux enfants gegründete Kinderheim im Château de Chabannes.[27]
Im Januar 1940 wurde Erich Stedeli aus gesundheitlichen Gründen für kurze Zeit aus dem Internierungslager entlassen, bevor er sich erneut ins Camp du Ruchard in der Umgebung von Villaines-les-Rochers begeben musste. Hier verstarb er am 21. Mai 1940.[27]
Eva Landé wurde im Frühjahr des Jahres 1940 im Camp de Gurs interniert, wo sie auch vom Tod ihres Mannes erfuhr. Sie traf dort auf ihre Schwägerin Hanna, der Frau von Franz Landé. Eva gelang es Ende Juli 1940 Gurs zu verlassen und ihre Tochter aus dem Château de Chabannes abzuholen. Die beiden gingen gemeinsam nach Grenoble, wo Eva sich an der Universität einschrieb. Sie stand aber auch in schriftlichem Kontakt mit ihrem Bruder Alfred Landé, mit dessen Unterstützung Mutter und Tochter im August 1941 in die USA einreisen konnten.[27]
Eva Landé und ihre Tochter zogen zuerst nach Columbus (Ohio) zu Alfred Landé. Die Sozialistin Landé befand sich jedoch bald im Widerspruch zu den politischen Ansichten ihres Bruders und übersiedelte mit ihrer Tochter nach New York. Evas deutsche Ausbildung als Lehrerin wurde in den USA nicht anerkannt, so dass sie gezwungen war, sich als Buchhalterin auszubilden und übergangsweise verschiedene Kurzzeitjobs zu übernehmen. Erst nach dem Ende des Zweiten Weltkriegs fand sie eine adäquatere Beschäftigung: Sie wurde Mitarbeiterin beim Central Location Index (CLI), einem 1944 vom American Friends Service Committee (AFSC) zusammen mit sechs anderen Flüchtlingshilfeorganisationen gegründeten Dienst, der Menschen in den USA bei der Suche nach ihren während des Krieges in Europa vermissten Angehörigen helfen sollte. Der CLI war ein Vorläufer des größeren und umfassenderen Internationalen Suchdienstes, der nach dem Krieg vom Roten Kreuz eingerichtet wurde und heute als Arolsen Archives – International Center on Nazi Persecution firmiert.[33] Später arbeitete sie bis zu ihrem 64. Lebensjahr für den National Council of the Churches of Christ (NCC). Ihren Lebensabend konnte sie sich aufgrund deutscher Reparations- und Pensionszahlungen einigermaßen sorgenfrei gestalten.[27]
Eva Landé arbeitete für den NCC, obwohl sie selber von ihrer Herkunft her Jüdin war. „Sie war stolz auf ihre jüdische Herkunft, aber sie war keiner jüdischen Gemeinde angeschlossen und übte keine jüdischen Rituale aus. Tatsächlich stand sie allen religiösen Ritualen ablehnend gegenüber, jüdischen und anderen.“[27] Sie schloss sich stattdessen in der von Felix Adler begründeten Ethischen Bewegung an und engagierte sich bis 1972 in der Sozialistischen Partei Amerikas (SPA), weil sie der Überzeugung war, „dass das kapitalistische System den Arbeitern niemals eine faire Chance geben würde“.[27] In der Frage, ob die SPA einen eigenen Präsidentschaftskandidaten aufstellen solle, lehnte sie dies 1972 ab und entschied sich für die Unterstützung des demokratischen Kandidaten George McGovern und engagierte sich fortan in der Demokratischen Partei. Der letzte Präsidentschaftskandidat, den sie unterstützte, war Jimmy Carter. Kurz nach dessen Wahl im November 1976 starb Eva Landé in Tucson, wohin sie aus gesundheitlichen Gründen kurz vorher gezogen war.[27]
- Berthold Levy war eines der vier in den Jahren 1906 bis 1918 geborenen Kinder der Frauen- und Bürgerrechtlerin Frida Levy und ihres Mannes Fritz Levy.[34] „Nach der Machtübertragung am 30. Januar 1933 wurde die Familie Levy aufgrund ihrer jüdischen Herkunft innerhalb weniger Wochen zum Opfer und zur Zielscheibe der neuen Machthaber. Unmittelbar nach dem Reichstagsbrand am 27. Februar wurde Fritz Levy in ‚Schutzhaft‘ genommen, weil er laut die Vermutung äußerte, dass die Nationalsozialisten den Reichstag selbst in Brand gesteckt hätten. Wegen einer bereits weit fortgeschrittenen Erkrankung, die drei Jahre später zu seinem Tod führte, wurde er zwar nach acht Tagen wieder freigelassen. Er musste aber seine Heimatstadt mit seiner Frau binnen weniger Tage verlassen. Die jüngere Tochter Susanne konnte das Essener Gymnasium nicht weiter besuchen. Die Söhne Berthold und Robert wurden anstelle des Vaters für mehrere Monate in Sippenhaft genommen. Frida und Fritz Levy zogen nach Wuppertal, wo sich Freunde um sie kümmerten.“[34] Nach seiner Entlassung aus der Schutzhaft konnte Berthold Levy nach Schweden entkommen und wurde dort Lehrer am Internat Kristinehov.[35]
- Hans Lewinski (1911–1953), ISK-Mitglied, war in der Kinderabteilung des Landerziehungsheims Walkemühle tätig, bevor er nach Frankreich emigrierte. 1937 übersiedelte er nach Dänemark und wurde Lehrer an der inzwischen nach Östrupgaard übersiedelten Walkemühle. 1938 beteiligte er sich am Umzug der Schule nach Wales.
Hans Lewinski war der Halbbruder von Erich Lewinski, dessen Sohn Tom ebenfalls die beiden Schulen in Dänemark und Großbritannien besuchte.[36] Nach Inge Hansen-Schaberg blieb Lewinski nach der Schließung des Walkemühle-Nachfolgers weiter an der Butcombe Court-Schule weiter dort tätig und betreute Kinder, die Konzentrationslager überlebt hatten.[37]
- Karl Linke
- Hans Löhr
- Kurt Löwenstein
- Friedrich Mehnert (* 30. November 1915 in Berlin – † 29. November 1999 in Bremerhaven) war der Sohn eines 1917 gefallenen Oberlehrers.[38] Über Mehnerts Jugend ist wenig bekannt. Er muss das Abitur gemacht haben, denn Feidel-Mertz und Schnorbach erwähnen ein einsemestriges Pädagogikstudium[39], während Donsbach nur auf den im Alter von 17 Jahren in Senftenberg erfolgten Eintritt in die KPD hinweist. Auf deren Aufforderung hin sei er Mitglied der SS geworden, um über diese Informationen zu gewinnen.[38] 1935 sei er dann von den Nationalsozialisten verhaftet und im Januar 1936 wegen Vorbereitung zum Hochverrat zu zwei Jahren Zuchthaus verurteilt worden.[39]
Nach seiner Freilassung emigrierte Mehnert nach Prag und engagierte sich in verschiedenen linken Gruppierungen, darunter auch im Verband deutscher Lehreremigranten. Im Januar 1939 übersiedelte er nach Paris.
Über Mehnerts Jahre in Frankreich sind die Hinweise uneinheitlich. Feidel-Mertz und Schnorbach schreiben, er sei interniert und dann zum Dienst in der Fremdenlegion gezwungen worden.[39] Bei Donsbach heißt es, Mehnert habe in Kontakt zu französischen Intellektuellen gestanden und sei „als Mitglied der französischen Armee […] gegen die einmarschierenden Deutschen eingesetzt“ worden.[38] Über Mehnerts Zeit nach dem Einmarsch der Deutschen gibt es keine Informationen.
Nach dem Ende des Zweiten Weltkriegs übersiedelte Friedrich Mehnert in die Sowjetische Besatzungszone und studierte an der Humboldt-Universität zu Berlin. Hier wurde er am 12. Dezember 1956 an der Philosophischen Fakultät mit einer Dissertation zum Thema Schlüsselwörter des psychologischen Wortschatzes der zweiten Hälfte des 18. Jahrhunderts, untersucht an den Briefen zweier Salondamen promoviert.[40]
Nach Donsbach war Mehnert 1951 als „rebellischer[r] Freigeist aus der SED ausgeschlossen worden, womit ihm der Schuldienst in der damaligen DDR automatisch verwehrt“ blieb.[38] Wann er in die Bundesrepublik übersiedelte, ist unklar.[41] Donsbach nennt kein Datum, sondern schreibt nur: „In Westdeutschland unterrichtete er zunächst sechs Jahre lang an Privatschulen, bevor er in Bremerhaven in den öffentlichen Schuldienst übernommen wurde.“[38] Er unterrichtete vorwiegend Spanisch und Französisch und tat das auch noch nach seiner Pensionierung viele Jahre lang als Privatlehrer. Mit „einer kritischen und zeitlebens unangepaßten Haltung“ habe sich Mehnert nicht nur Freunde gemacht[38], doch politisch scheint er sich in der Bundesrepublik nicht mehr größer engagiert zu haben. Seit etwa 1952 war er mit der Sinologin Ursula Bredow († 1996) verheiratet.[38]
- Ernst Papanek
- Ernst Riggert
- Heinrich Rodenstein
- Walter Rosengarten
- Johann (Hans) Schellenberger. Sein Name fällt gelegentlich im Zusammenhang mit der Theydon Bois School, aber viel ist über ihn nicht bekannt.  Feidel-Mertz und Schnorbach wissen über ihn nur zu berichten: „Schellenberger, Johann, geb. 1907. Lehrer. KPD. 1933-35 Haft. März 1936 Emigration CSR. Führendes Mitglied in der tschechoslowakischen Landesgruppe der Union des instituteurs allemands émigrés. Ausgebürgert 1938 auf Liste 31. 1940 England. Mitarbeit in der Landesgruppe deutscher Gewerkschafter in GB und im Freien Deutschen Kulturbund in GB.“[42]
- Gerhard Scholz
- Hanna Schramm
- Anna Siemsen
- August Siemsen
- Hans Sievers
- Minna Specht
- Otto Stamfort
- Albin und Elly Tenner
- Adelheid Torhorst
- Karl Veken
- Kurt Weckel
- Ernst Wildangel